# 斯雷桑托县
斯雷桑托县，一译西逊托县，是柬埔寨磅湛省下辖的一个县。此县的首府斯雷桑托位于湄公河南岸，地处首都金边与省府磅湛之间。
斯雷桑托县位于磅湛省的西南，地处该省与干丹省、波萝勉省的交界处。这里曾于1431年至1434年期间短暂地充当过柬埔寨的首都。